# Kūlseh-ye Soflá
Kūlseh-ye Soflá (persiska: كولسِۀ پائين, کولسه سفلی) är en ort i Iran.   Den ligger i provinsen Västazarbaijan, i den nordvästra delen av landet, 500 km väster om huvudstaden Teheran. Kūlseh-ye Soflá ligger 1 282 meter över havet och antalet invånare är 730.
Terrängen runt Kūlseh-ye Soflá är kuperad åt nordost, men åt sydväst är den bergig.Runt Kūlseh-ye Soflá är det ganska tätbefolkat, med 93 invånare per kvadratkilometer. Närmaste större samhälle är Kānī Sūr, 15,6 km öster om Kūlseh-ye Soflá. Trakten runt Kūlseh-ye Soflá består i huvudsak av gräsmarker.